# Got Your Back
Got You Back è un singolo del rapper statunitense T.I., il primo estratto dall'album No Mercy e pubblicato il 1º giugno 2010.
Il brano ha visto la partecipazione della cantante Keri Hilson.

## Tracce
Promo - CD-Single Atlantic - (Warner)
1. Got Your Back - 3:45

## Classifiche
| Classifica (2010)         | Posizione massima |
| ------------------------- | ----------------- |
| Belgio (Fiandre)          | 21                |
| Canada                    | 21                |
| Germania                  | 6                 |
| Irlanda                   | 33                |
| Paesi Bassi               | 81                |
| Regno Unito               | 45                |
| Regno Unito (R&B)         | 19                |
| Stati Uniti               | 38                |
| Stati Uniti (R&B/hip-hop) | 10                |
| Stati Uniti (rap)         | 4                 |